# Яганка
Яганка — река в России, протекает по Малопургинскому району Удмуртской Республики. Левый приток реки Иж, бассейн Камы.

## География
Яганка начинается на холмах восточнее села Яган-Докья. Течёт на запад, оставляя село на левом берегу. За селом справа впадает приток Чутожмунка. Яганка впадает в Иж в 141 км от устья последнего. Длина реки составляет 13 км.

## Данные водного реестра
По данным государственного водного реестра России относится к Камскому бассейновому округу, водохозяйственный участок реки — Иж от истока и до устья, речной подбассейн реки — бассейны притоков Камы до впадения Белой. Речной бассейн реки — Кама.
Код объекта в государственном водном реестре — 10010101212111100027194.